# 羌笛
羌笛（「羌」，音同「槍」）是一種羌族氣鳴樂器，以箭竹制成，双簧双管，用絲線纏繞。現在主要在中華人民共和國四川省阿壩藏族羌族自治州茂縣流行。
羌笛原本只有4個按孔，後來為了吹奏五聲音階才改為五孔，后再改为六孔。

## 演奏方式
羌笛採竖吹，演奏之时，或站或坐，双手持笛，将簧哨含入口中。吹奏需使用鼓腮换气，此技巧以鼻吸气，口中吐出气息吹动笛哨，可以“用一口气吹奏二、三十分钟不停歇”。

## 演奏家
- 李謨（唐代）[4]
- 龚戴仁（中華人民共和國国家级羌笛演奏及制作技艺代表性传承人）[1]